# Philosophie de l'action
Ne doit pas être confondu avec Théorie de l'action ou Théorie de l'activité.
La philosophie de l’action est une branche de la philosophie qui a pour objet les problèmes relatifs à l'action humaine, à sa nature, ses motivations et à l'intentionnalité. Elle est sans doute une des branches les plus importantes dans le débat philosophique contemporain même si ce sont avant tout des philosophes anglo-saxons qui nourrissent les discussions. Certaines des questions les plus débattues concernent entre autres :
- la nature de l’action (est-ce nécessairement un mouvement corporel ? est-ce que l’intentionnalité caractérise l’action ?),
- le problème de l’individuation des actes (est-ce que déplacer sa reine et mettre son adversaire en échec et mat sont une seule et même action ?),
- le problème de l’explication de l’action : est-ce que l’intentionnalité peut suffire à expliquer l’action humaine ou bien faut-il aussi tenir compte de phénomènes causaux ?

Le père de la philosophie de l’action est incontestablement Aristote qui en posa les fondements dans l’Éthique à Nicomaque. Les représentants les plus importants de la philosophie de l’action sont de nos jours : Anscombe, Donald Davidson ou Paul Ricœur.
La philosophie de l'action entretient des liens avec d'autres domaines de la philosophie, notamment la philosophie de l'esprit (puisqu'elle mobilise les concepts d'intention, de volonté, de croyance et de désir) et la métaphysique (on parle alors d'ontologie de l'action).

## Le problème de l’explication de l’action humaine
On dit que la philosophie de l’action est née à la suite d'une question fameuse de Wittgenstein : 

« Que reste-t-il du fait que je lève le bras si on en soustrait le fait que mon bras se lève ? »

— Wittgenstein, Recherches philosophiques, paragraphe 621.
La philosophie de l’action demande : quelle est la nature de l’action humaine ? Qu’est-ce qu’une action intentionnelle ? Qu’est-ce qu’expliquer une action ? De quelle nature est la relation entre une raison d’agir et une action ? Les raisons d’agir sont-elles les causes de l’action ?
On peut diviser les théoriciens de l’action en deux grands groupes : les causalistes — qui prétendent que les raisons d’agir sont les causes de l’action — et les non-causalistes — qui soutiennent l’inverse. 
Jusque dans les années 1960, les non-causalistes étaient largement majoritaires (Wittgenstein, Anscombe). La thèse causaliste semblait en effet se heurter à deux arguments apparemment insurmontables : l’argument de la connexion logique[Quoi ?] et l'argument des lois de couverture[Quoi ?], mais auxquels Donald Davidson a su apporter une réponse décisive[Quoi ?][réf. souhaitée].
Les philosophes de l’action les plus importants[non neutre] sont Wittgenstein, Anscombe, Mele, Donald Davidson, Harry Frankfurt, Churchland, Maurice Blondel.

## Rapport de la philosophie de l’action avec les autres branches de la philosophie
L’éthique est la discipline philosophique dont les liens avec la philosophie de l’action sont incontestables. Aristote s’est notamment intéressé au phénomène de l’action en général dans un souci d’expliquer l’action morale.
L'épistémologie (comme théorie de la connaissance), la phénoménologie, et la philosophie du langage font également référence à une philosophie de l’action car il n'y a pas de connaissance sans langage et pas de langage en dehors d'une action.
La logique permet d'affirmer si une action a eu lieu car il est clair qu'on peut apprécier une action en tant qu'elle a lieu ou existe. Une action a toujours un auteur.